# Cinema em Porto Alegre
A chegada do cinema em Porto Alegre se deu como consequência de sua expansão no Brasil, em ocorrência do grande sucesso alcançado pelos empresários itinerantes no Rio de Janeiro e São Paulo.

## Início
O anúncio da chegada dos “aparelhos de cinematografia “ é notícia no Correio do Povo de 3 de novembro de 1896.
Em 5 de novembro de 1896, por iniciativa de Francisco de Paola e Dewison, a primeira exibição do cinematógrafo acontecia em Porto Alegre. O programa era composto pelos seguintes “filmes:
- O Bosque Bologne
- A Dança Serpentina
- A Chegada De Um Trem De Passageiros

Em 8 de novembro entra em funcionamento o cinematógrafo de Georges Renouleau, com a seguinte programação:
- O Carroção
- Um Criança Brincando Com Cachorros
- Exercícios de Equitação Por Militares

## Virada do século
Até a primeira década do século XX, as sessões cinematográficas em Porto Alegre eram realizadas por itinerantes. Porém, a partir de 1897 algumas companhias também tomaram essa iniciativa: o empresário francês Faure Nicolay e a Companhia de Variedades de Germano Alves em abril de 1898.
Naquela época não havia salas de cinema, sendo que então que as projeções acabavam por acontecer ao ar livre –  Praça da Alfândega, Campo da Redenção, Praça de Touros   – ou em locais fechados – Teatro São Pedro, Teatro Parque, Teatro Polytheama.

## Boomdo cinema
No início, o cinema não era a principal diversão da população:  nos teatros, o cinematógrafo fazia parte da programação das companhias de variedades,que por sua vez possuíam seu próprio gerador de energia – já que a cidade ainda não possuía luz elétrica.
De qualquer maneira, seu crescimento foi estrondoso, devido ao seu preço acessível e o status de novidade. Consequentemente os cinemas itinerantes acabam por ser substituídos pelas salas de cinema.

### Salas de cinema
Em 1908 surgem o Recreio Familiar, Variedades e o Recreio Ideal – este último propriedade de José Tours  (representante de uma fábrica espanhola de materiais cinematográficos).
O Recreio Ideal acomodava 135 pessoas e possuía uma programação com horários fixos:  sessões  15 horas,  16 horas, 18 h 30min e às 23 horas.
Em 1909 é inaugurado o Smart-Salão, que ficava no térreo do Grande Hotel, em frente a praça da Alfândega. Seus frequentadores podiam escolher entre ingressos na primeira classe (assistir filmes de maneira tradicional) ou na segunda classe (sentar atrás da tela e ver as imagens com os movimentos invertidos – pagando assim pelo ingresso metade do valor normal.)
Em 1910 são inaugurados ainda o Odeon, Royal e o Colyseu.
Em 1912 surgem o Nollet, Força e Luz e o Avenida, e no ano seguinte o Brazil e o Íris. Em 1914 são inaugurados o Garibaldi e Apollo, e em 1915 o Colombo, Rio Branco e o Hélios.
Em 1916 estreiam o Royal e o novo Recreio Ideal (que havia fechado suas portas em 1911)